# Стилистически сниженная лексика
Стилистически сниженная лексика, также ненормативная лексика — это лексика, не унормированная в литературном языке, но употребляющаяся в разговорной речи. Может включать в себя территориальные диалектизмы, жаргонизмы, варваризмы, вульгаризмы, неологизмы, а также другую лексику, выходящую за рамки литературного стандарта, но характерную для народного языка.
Ненормативная лексика способна со временем входить в литературную норму. Все неологизмы поначалу бывают ненормативными, но затем некоторые интегрируются в язык, становясь нормативными (литературными). 
Большинство архаизмов остаются нормативными, однако некоторые могут табуизироваться.
Обычно выделяют три пласта нестандартной лексики:
- сниженные коллоквиализмы. Например, «быть в зюзю» = напиться, быть пьяным.
- Сленгизмы, которые подразделяются в зависимости от сферы употребления на:
  - общий сленг, например, чувак = молодой человек, тёлочка = девушка, уйти = умереть;
  - специальный сленг, включающий в себя корпоративные (или групповые) и профессиональные жаргонизмы, например, чужой = задний карман брюк, лол = смешно.
- вульгаризмы, например, жопа, скотина.

М. М. Маковский[кто?] делит всю стилистически сниженную лексику на территориальные и социальные диалекты. Он дает определение диалекта как территориальной, временной или социальной разновидности языка, употребляемой более или менее ограниченным числом людей и отличающейся по своему строю (фонетике, грамматике, лексемному составу и семантике) от языкового стандарта, который сам является социально наиболее престижным диалектом.